# The Ice Guy & The Cool Girl
The Ice Guy & The Cool Girl (氷属性男子とクールな同僚女子, Kōri zokusei danshi to kūru na dōryō joshi) est une série de manga japonaise par Miyuki Tonogaya. Elle est prépubliée sur le site Web Gangan Pixiv de Square Enix depuis le 12 juillet 2019, avec onze volumes parus au Japon en juin 2025. Une adaptation en série d'animation produite par les studios Zero-G et Liber est diffusée entre janvier et mars 2023. La version française est éditée par les éditions Mangetsu avec une traduction d'Amira Zegrour.

## Synopsis
Hirumo, employé de bureau, est secrètement amoureux de sa collègue Fuyutsuki et tente par dessus tout de capturer son cœur. 
Cependant, Hirumo cache un secret. En effet, il est le descendant d'une yuki-oona (femme des neiges) et, par le biais de cette descendance, il plonge inconsciemment son entourage dans un environnement glacial proche de l'Artique quand il est dans une concentration extrême. 
À cause de ce pouvoir, il est malencontreusement perçu comme étant quelqu'un d'insensible et froid alors qu'il est chaleureux et adore les chats.   

## Personnages
Fuyutsuki (冬月さん)
Voix japonaise : Yui Ishikawa
Himuro (氷室くん)
Voix japonaise : Chiaki Kobayashi

## Production et supports

### Manga
Écrite et illustrée par Miyuki Tonogaya, la série est initialement diffusée sur le compte Twitter de Tonogaya à partir du 3 août 2018. Elle est prépubliée sur le site Web Gangan Pixiv de Square Enix depuis le 12 juillet 2019. Onze volumes reliés sont parus en juin 2025. 
Lors de l'émission Tsukimi du 20 décembre 2021 réalisée par les éditions Mangetsu sur leur chaîne Twitch, la version française de l'œuvre annoncée. Le premier tome paraît le 13 juillet 2022.

#### Liste des volumes
| no | Japonais         | Japonais          | Français         | Français          |
| no | Date de sortie   | ISBN              | Date de sortie   | ISBN              |
| -- | ---------------- | ----------------- | ---------------- | ----------------- |
| 1  | 22 juillet 2019  | 978-4-7575-6166-3 | 13 juillet 2022  | 978-2-38281-043-9 |
| 2  | 21 mars 2020     | 978-4-7575-6542-5 | 7 septembre 2022 | 978-2-38281-110-8 |
| 3  | 22 octobre 2020  | 978-4-7575-6867-9 | 2 novembre 2022  | 978-2-38281-045-3 |
| 4  | 22 avril 2021    | 978-4-7575-7206-5 | 4 janvier 2023   | 978-2-38281-050-7 |
| 5  | 22 novembre 2021 | 978-4-7575-7581-3 | 1er mars 2023    | 978-2-38281-147-4 |
| 6  | 22 juin 2022     | 978-4-7575-7979-8 | 7 juin 2023      | 978-2-38281-226-6 |
| 7  | 21 décembre 2022 | 978-4-7575-8317-7 | 16 août 2023     | 978-2-38281-582-3 |
| 8  | 22 juin 2023     | 978-4-7575-8619-2 | 23 novembre 2023 | 978-2-38281-575-5 |
| 9  | 22 janvier 2024  | 978-4-7575-9018-2 | 21 août 2024     | 978-2-38281-906-7 |
| 10 | 21 août 2024     | 978-4-7575-9372-5 | 4 juin 2025      | 978-2-38281-248-8 |
| 11 | 20 juin 2025     | 978-4-7575-9909-3 |                  |                   |

### Anime
Une adaptation en série d'animation produite par les studios Zero-G et Liber et réalisée par Mankyū, est annoncée le 21 juin 2022,. Sa diffusion commence le 4 janvier et se termine le 22 mars 2023.

#### Liste des épisodes
| No | Titre français                                 | Titre japonais                   | Titre japonais                         | Date de 1re diffusion |
| No | Titre français                                 | Kanji                            | Rōmaji                                 | Date de 1re diffusion |
| -- | ---------------------------------------------- | -------------------------------- | -------------------------------------- | --------------------- |
| 1  | Rencontre sous le cerisier et tempête de neige | 桜の出会いと吹雪の予感           | Sakura no deai to fubuki no yokan      | 4 janvier 2023        |
| 2  | Okinawa et un cœur qui fond                    | 沖縄の海ととろける気持ち         | Okinawa no umi to torokeru kimochi     | 11 janvier 2023       |
| 3  | Premier dîner et photo secrète                 | 初めてごはんとナイショの写真     | Hajimete gohan to naisho no shashin    | 18 janvier 2023       |
| 4  | Rendez-vous le week-end et jeu à deux          | 休日デートとふたりのゲーム       | Kyūjitsu dēto to futari no gēmu        | 25 janvier 2023       |
| 5  | La femme-renarde et l'homme-phénix             | 妖狐女子と不死鳥男子             | Yōko joshi to fushichō danshi          | 1er février 2023      |
| 6  | Lost in parc d'attractions                     | ロスト・イン・遊園地             | Rosuto in yuenchi                      | 8 février 2023        |
| 7  | Bouh ! Tournoi de costumes d'Halloween         | ドキッと！ハロウィンコスプレ大会 | Dokitto! Harōwin kosupure taikai       | 15 février 2023       |
| 8  | Petite sœur ! Et Noël au ski                   | 妹登場！スキー場のクリスマス     | Imōto tōjō! Sukī-jō no Kurisumasu      | 22 février 2023       |
| 9  | Lost again in sanctuaire                       | ロスト・アゲイン・イン・初詣     | Rosuto agein in hatsumōde              | 1er mars 2023         |
| 10 | Soirée pyjama en pleine tempête !              | 嵐のお泊り会！！                 | Arashi no otomarikai!!                 | 8 mars 2023           |
| 11 | Catch me & touch me                            | キャッチミー＆タッチミー         | Kyatchi mī ando tatchi mī              | 15 mars 2023          |
| 12 | Nuit à deux et matinée printanière             | ふたりきりの夜と春が来た朝       | Futarikiri no yoru to haru ga kita asa | 22 mars 2023          |

## Accueil
Aux Next Manga Awards (次にくるマンガ大賞, Tsugini kuru manga taishō) de 2019, la série se classe 12e dans la catégorie manga web.

### Manga

#### Edition japonaise
1. 1 2  (ja) « 氷属性男子とクールな同僚女子 1 », sur Square Enix (consulté le 21 juin 2022).
2. 1 2  (ja) « 氷属性男子とクールな同僚女子 2 », sur Square Enix (consulté le 21 juin 2022).
3. 1 2  (ja) « 氷属性男子とクールな同僚女子 3 », sur Square Enix (consulté le 21 juin 2022).
4. 1 2  (ja) « 氷属性男子とクールな同僚女子 4 », sur Square Enix (consulté le 21 juin 2022).
5. 1 2  (ja) « 氷属性男子とクールな同僚女子 5 », sur Square Enix (consulté le 21 juin 2022).
6. 1 2  (ja) « 氷属性男子とクールな同僚女子 6 », sur Square Enix (consulté le 30 janvier 2023).
7. 1 2  (ja) « 氷属性男子とクールな同僚女子 7 », sur Square Enix (consulté le 30 janvier 2023).
8. 1 2  (ja) « 氷属性男子とクールな同僚女子 8 », sur Square Enix (consulté le 5 juillet 2023).
9. 1 2  (ja) « 氷属性男子とクールな同僚女子 9 », sur Square Enix (consulté le 14 janvier 2024).
10. 1 2  (ja) « 氷属性男子とクールな同僚女子 10 », sur Square Enix (consulté le 27 août 2024).
11. 1 2  (ja) « 氷属性男子とクールな同僚女子 11 », sur Square Enix (consulté le 31 mai 2025).

#### Edition française
1. 1 2  « The Ice Guy & The Cool Girl T01 », sur mangetsu-manga.fr (consulté le 5 juillet 2023).
2. 1 2  « The Ice Guy & The Cool Girl T02 », sur mangetsu-manga.fr (consulté le 5 juillet 2023).
3. 1 2  « The Ice Guy & The Cool Girl T03 », sur mangetsu-manga.fr (consulté le 5 juillet 2023).
4. 1 2  « The Ice Guy & The Cool Girl T04 », sur mangetsu-manga.fr (consulté le 5 juillet 2023).
5. 1 2  « The Ice Guy & The Cool Girl T05 », sur mangetsu-manga.fr (consulté le 5 juillet 2023).
6. 1 2  « The Ice Guy & The Cool Girl T06 », sur mangetsu-manga.fr (consulté le 5 juillet 2023).
7. 1 2  « The Ice Guy & The Cool Girl T07 », sur mangetsu-manga.fr (consulté le 5 juillet 2023).
8. 1 2  « The Ice Guy & The Cool Girl T08 », sur mangetsu-manga.fr (consulté le 5 juillet 2023).
9. 1 2  « The Ice Guy & The Cool Girl T09 », sur mangetsu-manga.fr (consulté le 5 juillet 2023).
10. 1 2  « The Ice Guy & The Cool Girl T10 » (consulté le 22 mars 2025).